# ممفيس 901
ممفيس 901 (بالإنجليزية: Memphis 901 FC)‏ هو نادي كرة قدم أمريكي أُسس في عام 2018 في مدينة ممفيس في ولاية تينيسي الأمريكية يلعب الفريق في بطولة الدوري الامريكي على ملعب أوتو زون.